# Чудиновцы (Винницкая область)
Чудиновцы (укр. Чудинівці) — село на Украине, находится в Хмельницком районе Винницкой области.
Код КОАТУУ — 0524880304. Население по переписи 2001 года составляет 258 человек. Почтовый индекс — 22052. Телефонный код — 4338.
Занимает площадь 1,7 км².
В селе действует храм Архистратига Божьего Михаила Хмельницкого благочиния Винницкой епархии Украинской православной церкви.

## Адрес местного совета
22052, Винницкая область, Хмельницкий р-н, с. Березна, ул. И. Богуна, 1а